# Menemerus felix
Menemerus felix is een spinnensoort in de taxonomische indeling van de springspinnen (Salticidae).
Het dier behoort tot het geslacht Menemerus. De wetenschappelijke naam van de soort werd voor het eerst geldig gepubliceerd in 1922 door Henry Roughton Hogg.